# Tritiaria
Tritiaria is een geslacht van uitgestorven weekdieren uit de klasse van de Gastropoda (slakken).

## Soort
- Tritiaria mississippiensis (Conrad, 1847) †